# 港仔機器人
國華集團控股有限公司，簡稱國華集團控股和國華（英語：China Best Group Holding Limited，港交所：370），在1970年，由當時創辦人於香港（總部）成立「捷亞空運(香港)有限公司」。
而主要業務是從事國際航空及海上貨運代理及提供物流服務，以及交易證券及燃料油、鐵礦石和其他商品，於中國經營金融租賃行業，是在2015年4月15日，以80萬港元，收購昇月有限公司股權，主要從事放債業務，而當時經營於中國煤炭業務（在2015年12月17日，以1000萬港元，售予Free Trans Holdings Limited，未完成）、生物科技（在2003年3月3日，以8,668,261美元，出售南京益來基因醫學有限公司，售予其他投資者）和教育行業，也因為效益問題而終止。
主席為譚向東，股份連同權證（1998年3月25日到期，當時代碼為0423.HK）則在1996年3月26日，於港交所主板上市。而股份前身為「捷亞國際控股有限公司」、「益來國際控股有限公司」、「益華教育投資集團有限公司」和「益華國際投資集團有限公司」。
在2014年7月15日，當時主要股東Fortune Ever Investments Limited已分別以代價1.2億港元、3600萬港元、2400萬港元及784.85萬港元，出售4億股、1.2億股、8000萬股及2616.16萬股該公司每股面值0.05元的股份(合共相當於該公司現有已發行股本25.75%)予鴻鵠資本（為協盛協豐大股東）、曲哲、林毓玲及尹仕波。
在2016年2月26日，該公司旗下尚新有限公司，以144,154,400日圓（相等於約9,942,000港元），收購日本Pets Best Japan Co., Ltd.持有14.98%股權。

## 外部連結
- cbgroup.com.hk （页面存档备份，存于）